# Katja Watkins
Pour les articles homonymes, voir Watkins.
Katja Watkins, née le 19 juillet 1952, est une costumière suédoise.

## Filmographie partielle

### Au cinéma
- 1987 : Nionde kompaniet (sv)
- 1993 : Sunes sommar (sv) de Stephan Apelgren
- 1994 : Lust
- 1995 : Vita lögner (sv)
- 1999 : Magnetisørens femte vinter
- 2000 : Pelle Svanslös och den stora skattjakten
- 2001 : Blanche comme la neige
- 2005 : Mun mot mun (sv)
- 2005 : Steget efter (sv)
- 2006 : Heartbreak Hotel (sv)
- 2008 : Instants éternels
- 2008 : Himlens hjärta (sv)
- 2010 : Les Révoltés de l'île du Diable
- 2011 : Simon och ekarna (sv)
- 2012 : The Last Sentence (en) de Jan Troell
- 2013 : Förtroligheten (sv)
- 2015 : Été 1992
- 2016 : La Mariée du Diable (en)
- 2023 : Sulis 1907 (sv) de Nils Gaup (en post-production)

### À la télévision
- 1986 : Femte generationen (sv)  (mini-série télévisée, 3 épisodes)
- 1986 : Julpussar och stjärnsmällar (sv)  (série télévisée, 24 épisodes)
- 1990 : Den svarta cirkeln (sv)  (mini-série télévisée, 5 épisodes)
- 1990 : S*M*A*S*H (sv)  (mini-série télévisée, 8 épisodes)
- 1992 : Kvällspressen (sv)  (série télévisée, 6 épisodes)
- 1994 : Tre Kronor (sv)  (série télévisée, 1994-1996)
- 1996 : Svensson Svensson (sv)  (série télévisée, 1 épisode)
- 1997 : Pelle Svanslös  (série télévisée, 24 épisodes)
- 1999 : Trettondagsafton (sv)  (téléfilm)
- 2000 : Labyrinten (sv)  (mini-série télévisée, 5 épisodes)
- 2001 : Villospår (sv)  (mini-série télévisée, 3 épisodes)
- 2002 : Bella – bland kryddor och kriminella (sv)  (série télévisée, 6 épisodes)
- 2007 : Höök (sv)  (série télévisée, 12 épisodes)
- 2008 : Les Enquêtes de l'inspecteur Wallander  (série télévisée, 3 épisodes)
- 2001-2009 : Beck  (série télévisée, 17 épisodes)

## Récompenses et distinctions
- 2000 : Danish Film Awards (Robert) : Robert de la meilleure création de costumes (Årets kostumier) pour Magnetisørens femte vinter (1999)
- 2012 : Prix Guldbagge : nomination au Guldbagge de la meilleure conception de costumes (Bästa kostym) pour Simon och ekarna (sv) (2011)
- 2013 : Prix Guldbagge : nomination au Guldbagge de la meilleure conception de costumes (Bästa kostym) pour The Last Sentence (en) (2012)

- (en) Katja Watkins: Awards, sur l'Internet Movie Database